# 馬克西米利安·勒梅爾
馬克西米利安·勒梅爾（荷蘭語：Maximiliaan le Maire；1606年2月28日—1654年）是一名荷蘭商人、荷蘭東印度公司官員。曾任出島首任甲比丹、荷屬台灣第7任福爾摩沙長官等職。

## 早年
馬克西米利安是伊薩克·勒梅爾的兒子。

## 生涯
1641年2月14日至1641年10月30日，出任出島甲比丹。
1643年至1644年，出任福爾摩沙長官。